# ان‌اس بیسیک
ان اس بیسیک (به انگلیسی: NS BASIC) یک شرکت نرم‌افزاری کامپیوتری است که در زمینه برنامه‌نویسی ساده بر روی موبایل به نام اپ استودیو شروع به کار کرده‌است

## تاریخچه
شرکت ان اس بیسیک در سال ۱۹۹۳ به ارائه ابزارهای توسعه آسان برای استفاده و برای دستگاه‌های تلفن همراه تأسیس شد. تولید کنندگان و مجوز دهنده سیستم عامل معمولاً ++C بر اساس ابزار توسعه دهندگان حرفه‌ای بسیار مجرب با هدف تأمین. ان اس بیسیک یک جایگزین با استفاده از جاوا اسکریپت یا زبان برنامه‌نویسی پایه، شبیه به ویژوال بیسیک (Visual Basic) را فراهم می‌کند.